# Крістіан Треш
Крістіа́н Треш (нім. Christian Träsch, нар. 1 вересня 1987, Інґольштадт) — німецький футболіст, захисник клубу «Інгольштадт 04».
Насамперед відомий виступами за клуби «Штутгарт» та «Вольфсбург», а також національну збірну Німеччини.

## Клубна кар'єра
У дорослому футболі дебютував 2006 року виступами за другу команду клубу «Мюнхен 1860», в якій провів один сезон, взявши участь у 39 матчах чемпіонату. 
2007 року приєднався до складу клубу «Штутгарт». Спочатку захищав кольори команди дублерів штутгартського клубу, а з 2008 року почав залучатися до складу його головної команди. Відіграв за «Штутгарт» наступні три сезони своєї ігрової кар'єри. Більшість часу, проведеного у складі «Штутгарта», був основним гравцем захисту команди.
До складу клубу «Вольфсбург» приєднався 2011 року. Наразі встиг відіграти за «вовків» 17 матчів в національному чемпіонаті.

## Виступи за збірну
2009 року дебютував в офіційних матчах у складі національної збірної Німеччини. Наразі провів у формі головної команди країни 10 матчів.
| Дата       | Місто | Господарі | Результат | Гості     | Турнір           | Голи | Примітки |
| ---------- | ----- | --------- | --------- | --------- | ---------------- | ---- | -------- |
| 02/06/2009 | Дубай | ОАЕ       | 2 – 7     | Німеччина | товариський матч | -    |          |
| 13/05/2010 | Аахен | Німеччина | 3 – 0     | Мальта    | товариський матч | -    |          |
| Усього     |       | Матчів    | 2         |           | Голів            | 0    |          |

## Титули і досягнення
- Володар Кубка Німеччини (1):

«Вольфсбург»: 2014-15
- Володар Суперкубка Німеччини (1):

«Вольфсбург»: 2015